# Tiphia choui
Tiphia choui (лат.) — вид ос рода Tiphia из семейства Tiphiidae (Hymenoptera). Китай (Внутренняя Монголия, Шэньси). 

## Описание
Жалящие перепончатокрылые. Длина тела около 7—13 мм. Основная окраска тела чёрная. Этот вид может быть распознан по следующей комбинации признаков: передний киль переднеспинки неполный, лицо без медиального продольного узкого киля или пунктированной области, пигидий сзади с несколькими продольными полосками, мезоскутум с передней медиальной бороздкой, отделенной от нотаулюса. Усики самок 12-члениковые, а у самцов состоят из 13 сегментов. Мезоскутум с передней медиальной бороздкой и нотаулусом. Личинки предположительно, как и близкие виды, паразитируют на пластинчатоусых жуках (Scarabaeidae). Вид был впервые описан в 1991 году китайскими энтомологами N. Z. Chen и J. K. Yang (Китай).